# ズッコケ横丁
『ズッコケ横丁』（ズッコケよこちょう）は、1968年6月11日から同年9月24日まで日本テレビ系列の毎週火曜12:00 - 12:25（JST）に放送された公開コメディ番組である。全16回。

## 概要
隣組同士で開店した、東京人ばかりのレストラン「ランチ亭」と大阪人ばかりのうどん屋「なんば屋」が、商売を通じて、お互いに反目し、いがみ合い、そして、その底に芽生える友情を描いていく

## 出演者
- 「ランチ亭」主人：玉川良一
- 「なんば屋」主人：石井均
- 晴乃チック・タック
- 長沢純
- 若井はんじ・けんじ

ほか

## その後
- 当番組終了後の9月30日より、生放送のワイドショー番組『お昼のワイドショー』を平日12:30 - 13:30で開始、これにともない、それまで月 - 土12:30 - 13:00で放送されていた『NNNワイドニュース』は30分繰上げたため、当番組を含む日本テレビ平日12:00のバラエティ番組や歌謡番組[2]は全廃となった。
- 次に日本テレビの平日正午にバラエティ番組が放送されるのは、2011年3月28日に開始し、現在も継続中の『ヒルナンデス!』（平日11:55 - 13:55）である。